# NGC 5750
NGC 5750 é uma galáxia espiral barrada (SB0-a) localizada na direcção da constelação de Virgo. Possui uma declinação de -00° 13' 24" e uma ascensão recta de 14 horas, 46 minutos e 10,9 segundos.
A galáxia NGC 5750 foi descoberta em 11 de Abril de 1787 por William Herschel.